# 承壓含水層

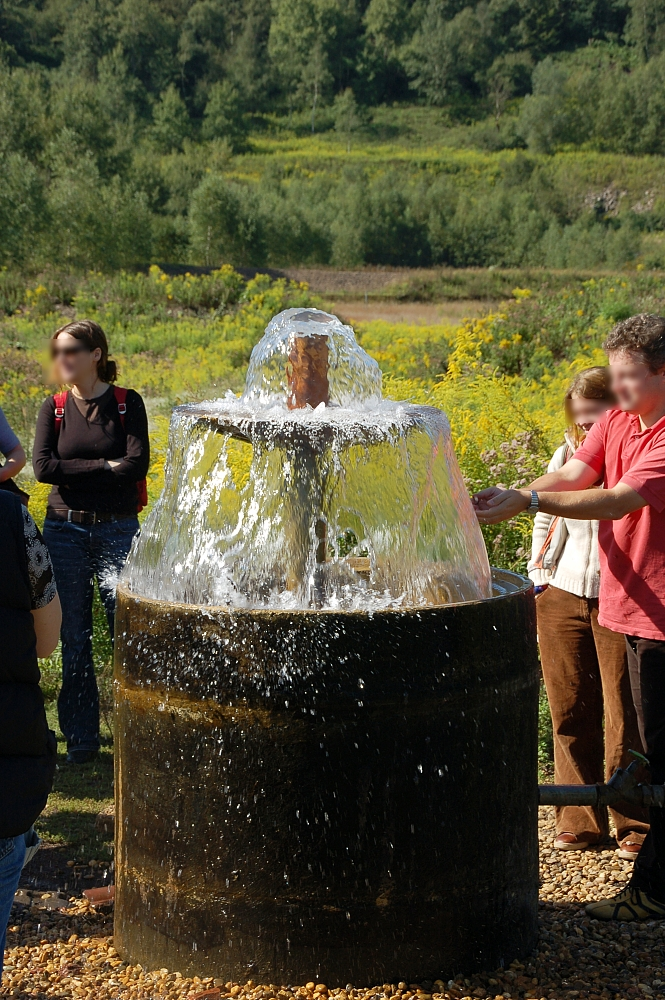
位於梅塞爾坑的自流井

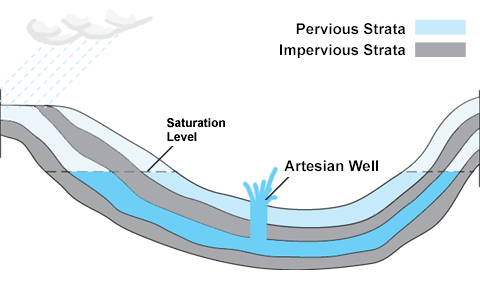
承壓含水層和地層高度的關係

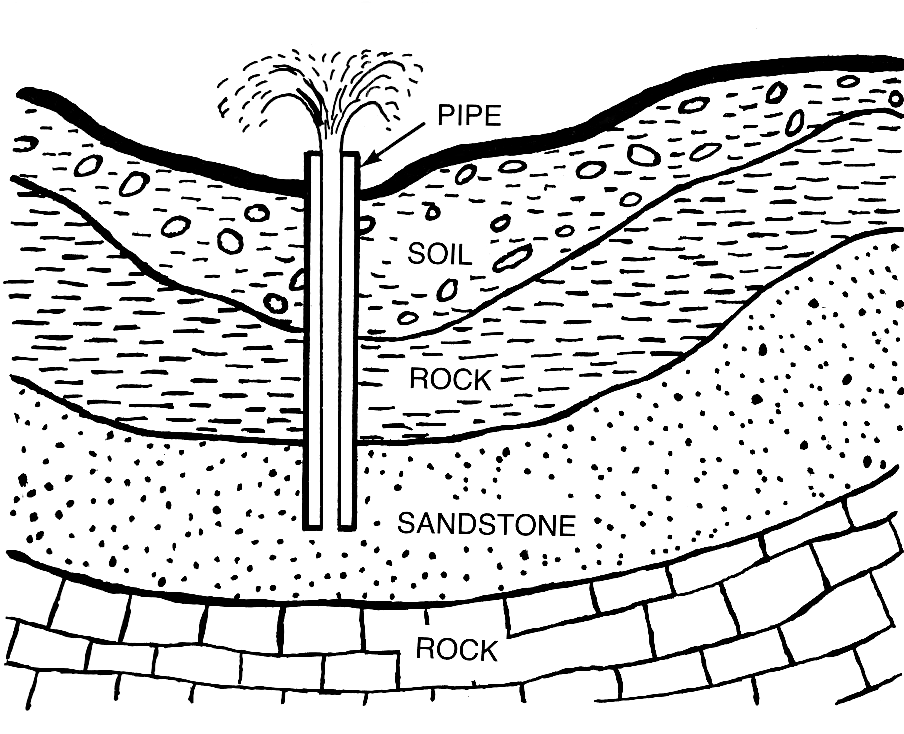
承壓含水層的地層環境

承壓水所在的地質層面稱之爲承壓含水層，是充滿於上下兩隔水層之間的含水層中的水。它承受壓力，當上覆的隔水層被鑿穿時，水能從鑽孔上升或噴出。由於承壓水有頂板，因而有與潛水不一樣的特點：
- 承壓水具有承壓性能，當鑽孔穿到含水層後，在靜水壓力的作用下，初見水位與穩定水位不一樣，穩定水位高於初見水位，若能流出地表，稱爲正壓頭；若不能流出地表，稱爲負壓頭。
- 承壓水分布區與補水區不一致。因爲承壓水區有上隔板，不能自上隔板上部的地表接受補給。補水區往往處於承壓區一側，位於地形較高的含水層出露的位置。排泄區位於地形較補給區低的位置。
- 承壓水自補給區流入承壓區再向低處排泄，故承壓水的水量、水質、水溫等受氣候影響較小，隨季節變化不大，較爲穩定。
- 承壓水受地表污染少。

## 延伸閱讀
劉志國 吳青松 王現國 張秋冬 劉新紅. . 河南省鄭州市金水路11號: 黃河水利出版社. 2008. ISBN 978-7-80734-414-8.